# Alynda
Alynda is een geslacht van vlinders van de familie sikkelmotten (Oecophoridae), uit de onderfamilie Oecophorinae.

## Soorten
- A. cinnamomeca Clarke, 1978
- A. sarissa Clarke, 1978
- A. striata Clarke, 1978